# Comuna Budeasa, Argeș
Budeasa (în trecut, Budesile) este o comună în județul Argeș, Muntenia, România, formată din satele Budeasa Mare (reședința), Budeasa Mică, Calotești, Gălășești, Rogojina și Valea Mărului.

## Așezare
Comuna Budeasa se află în partea central-vestică a județului Argeș și se învecinează la nord cu comuna Mălureni, la nord-est cu comuna Micești, la-est cu comuna Mărăcineni, la sud cu orașul Pitești, la sud-vest cu comuna Bascov și la nord-vest cu comuna Merișani.

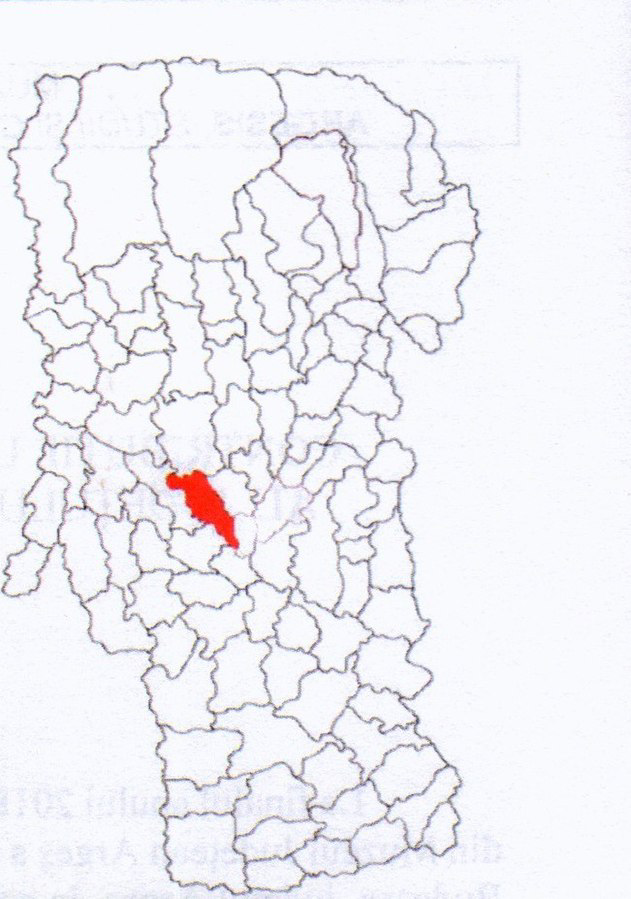
Amplasarea și delimitarea comunei Budeasa în cadrul județului Argeș

Din punct de vedere geografic, comuna se situează la contactul dintre Lunca Argeșului și Platfoma Argeșului, subunitate de relief a Podișului Getic. Altitudinile variază între 290 m, în Lunca Argeșului, și 497 m, cotă atinsă de Dealul Bisericeaua. Teritoriul comunei este străbătut de trei cursuri principale de ape: Vâlsanul, care traversează comuna pe limita ei nord-vestică, Argeșul, ce constituie hotarul vestic al comunei, precum și pârâul Budeasa, afluent al Râului Doamnei. Dintre aceste cursuri, Argeșul adună apele mai multor pârâiașe care străbat comuna de la est la vest, mai importante fiind: Valea Mărului, Valea Satului, Valea Albeasca și Valea Ridioasa. 
Satele componente sunt: Budeasa Mare, Budeasa Mică, Calotești, Gălășești, Rogojina și Valea Mărului. 
Suprafața teritorial-administrativă a comunei Budeasa măsoară 43 km², ceea ce o situează printre unitățile teritorial-administrative cu întindere medie ale județului Argeș. 
Din cele 4.300 ha, terenurile agricole dețin ponderea cea mai importantă, și anume 2951 ha (68%). Ele sunt urmate de fondul forestier, care reprezintă circa 40% din suprafața totală a comunei, respectiv 1760 ha. Între loturile agricole, o pondere de circa 28% este deținută de pășuni și livezi.
În zonă se află și un baraj dat în folosință în 1978, pe râul Argeș, având un lac de acumulare cu o suprafață de 643 ha, situat în spatele Barajului Budeasa. Principalul său rol este apărarea împotriva inundațiilor, irigarea suprafețelor din aval și alimentarea cu apă a municipiului Pitești. Alte roluri sunt producția de energie electrică și cel de lac de agrement.

## Demografie
Componența etnică a comunei Budeasa
     Români (92,91%)
     Alte etnii (0,19%)
     Necunoscută (6,9%)
Componența confesională a comunei Budeasa
     Ortodocși (91,36%)
     Alte religii (1,09%)
     Necunoscută (7,55%)
Conform recensământului efectuat în 2021, populația comunei Budeasa se ridică la 4.201 locuitori, în creștere față de recensământul anterior din 2011, când fuseseră înregistrați 4.004 locuitori. Majoritatea locuitorilor sunt români (92,91%), iar pentru 6,9% nu se cunoaște apartenența etnică. Din punct de vedere confesional, majoritatea locuitorilor sunt ortodocși (91,36%), iar pentru 7,55% nu se cunoaște apartenența confesională.

## Politică și administrație
Comuna Budeasa este administrată de un primar și un consiliu local compus din 13 consilieri. Primarul, Nicolae Mihail Rachieru[*], de la Partidul Social Democrat, este în funcție din 2016. Începând cu alegerile locale din 2024, consiliul local are următoarea componență pe partide politice:
|  | Partid                          | Consilieri | Componența Consiliului | Componența Consiliului | Componența Consiliului | Componența Consiliului | Componența Consiliului | Componența Consiliului | Componența Consiliului | Componența Consiliului |
|  | ------------------------------- | ---------- | ---------------------- | ---------------------- | ---------------------- | ---------------------- | ---------------------- | ---------------------- | ---------------------- | ---------------------- |
|  | Partidul Social Democrat        | 8          |                        |                        |                        |                        |                        |                        |                        |                        |
|  | Alianța pentru Unirea Românilor | 3          |                        |                        |                        |                        |                        |                        |                        |                        |
|  | Partidul Național Liberal       | 2          |                        |                        |                        |                        |                        |                        |                        |                        |

## Istorie
La sfârșitul secolului al XIX-lea, comuna purta numele de Budesile, făcea parte din plasa Pitești a județului Argeș și era formată din satele Budeasa Mare, Budeasa Mică, Rogojina și Redioasa, având în total 809 locuitori ce trăiau în 210 case. În comună existau o biserică și o școală rurală mixtă. La acea vreme, pe teritoriul actual al comunei mai funcționau în aceeași plasă și comunele Gălășești și Valea Mărului. Comuna Gălășești, formată din satele Albeasca, Anița, Berendei, Croitori, Lenculești și Popești, avea 448 de locuitori, o biserică și o școală primară rurală. Comuna Valea Mărului era formată din satele Calotești, Ciobotea, Valea lui Neagu și Zisu, populația ei fiind de 836 de locuitori.
Anuarul Socec din 1925 consemnează comunele în plasa Bascov a aceluiași județ. Comuna Budeasa (noul nume al comunei Budesile) avea 972 de locuitori în satele Budeasa Mare, Budeasa Mică, Rogojina și Deana; comuna Gălășești fusese desființată, satele ei trecând la comuna Valea Mărului, care avea 1435 de locuitori în satele Berindei, Calotești, Ciubotea, Croitori, Linia Zisului, Popești, Valea Neagului și Albeasca. În 1931 și această comună a fost desființată, satele ei trecând la comuna Budeasa, care avea în compunere așezările Berindei, Budeasa Mare, Budeasa Mică, Calotești, Croitori, Linia Zisului, Popești, Rogojina și Valea Neagului.
În 1950, comuna a fost transferată raionului Pitești din regiunea Argeș. În 1968, a revenit în componența actuală la județul Argeș, reînființat.

## Monumente istorice
În comuna Budeasa se află patru monumente istorice de arhitectură de interes național: ansamblul casei Hagi Tudorache (dinainte de 1762; ansamblu cuprinzând casa propriu-zisă și zidul de incintă); curtea boierilor Budișteanu (secolele al XVI-lea–al XIX-lea), cuprinzând conacul Budișteanu (1762, refăcut la 1870), ruinele conacului vechi (1598), parcul și anexele (ambele din secolul al XIX-lea); ansamblul bisericii „Adormirea Maicii Domnului” (1796), cu biserica propriu-zisă, două porți, zidul de incintă și mormintele Budiștenilor (secolele al XVIII-lea–al XX-lea, clasificat ca monument memorial sau funerar), ultimele trei aflându-se în satul Budeasa Mare; și biserica „Sfântul Nicolae” (1751) din Gălășești. În comună mai există și două cruci de piatră clasificate ca monumente memoriale sau funerare de interes național: una datând din 1647 și aflată în cimitirul din Budeasa Mare; și alta datând din 1676 și aflată în incinta bisericii „Adormirea Maicii Domnului” din același sat.
În rest, alte două obiective din comună sunt incluse în lista monumentelor istorice din județul Argeș ca monumente de interes local: biserica „Adormirea Maicii Domnului” (1819) din satul Calotești; și conacul Tabacovici (1930) din satul Valea Mărului.
Încă din perioada interbelică, un interes deosebit pentru istoria lor au suscitat biserica și conacul (cula) construite de familia Budișteanu în satul Budeasa Mare. Conacul a fost ridicat la 1598, de „Pana căpitan ot Budeasa”, fiului unui anume Petru din Budeasa și frate cu Arsenie postelnic.
În jurul anului 1764, conacul a fost mistuit de un incendiu și reclădit la 1768. De-a lungul timpului a fost vizitat de o serie de personalități (între care și mitropolitul Neofit Cretanul), iar o legendă consemna și staționarea, pentru câteva zile, a regelui Suediei, Carol al XII-lea. Biserica a fost clădită de marele armaș Șerban Budișteanu, și de postelnicul Nicolae Budișteanu, la 1796, pe locul unui lăcaș de lemn mai vechi.
În perioada dintre cele două războaie mondiale, conacul (care încă servea drept reședință familiei Budișteanu) suferă unele transformări, edificiul fiind extins de inginerul Dimitrie Budișteanu. Câteva observații cu privire la importanța monumentului sunt punctate, în această perioadă, de către arhitectul N. Ghika-Budești.
O parte din inscripțiile din biserica Budeasa (inscripțiile, o inscripție pe un policandru și o alta pe o Evanghelie), precum și textul crucii înălțate de Arsenie din Budeasa la 1647 au fost publicate de Virgil Drăghiceanu, în 1927.
După anul 1948, Paul Cernovodeanu și Paula Petrescu au dedicat un studiu bisericii și familiei conacului familiei Budișteanu. În lucrarea respectivă sunt cuprinse toate inscripțiile (din biserică, funerare și din conac). Studiul este însoțit de relevee și planuri, sunt schițate și stucaturile de la etaj, astăzi pierdute. Cei doi autori descriau colecția pe care o dețineau proprietarii conacului (anterior anului 1949). Aceasta se compunea din tablourile de familie, două dintre ele semnate de pictorul I.D. Negulici, o colecție de arme, o colecție de pipe și narghilele, un clavicord de fabricație germană (1798) și alte obiecte, din păcate toate risipite imediat după rechiziționarea conacului de către autoritățile comuniste locale, în 1949.
În 1984, arhitecții Maria și Alexandru Mulțescu au publicat un articol privind câteva monumente de arhitectură civilă din județul Argeș, printre acestea numărându-se Conacul familiei Budișteanu și Casa Hagi Tudorache.

## Vestigii arheologice prezente în comuna Budeasa
În  Lista monumentelor istorice, comuna Budeasa figurează cu nouă monumente, iar în Repertoriul arheologic Național (RAN) cu următoarele situri arheologice:
| Nr. crt. | Denumire obiectiv și datare | Localizare                                             | Înscris LMI (cod)  | Nr. poziții înscrise | Înscris în RAN (cod) |
| -------- | --- | ------------------------------------------------------ | ------------------ | -------------------- | -------------------- |
| 1.       | Ansamblul Casei Hagi Tudorache - sec. XVIII-XX                                                                                   | Budeasa Mare                                           | AG-II--a-A-13497   | 2                    | -                    |
| 2.       | Curtea boierilor Budișteanu - sec. XVII-XX                                                                                       | Budeasa Mare                                           | AG-II-a-A-13498    | 4                    | -                    |
| 3.       | Ansamblul Bisericii „Adormirea Maicii Domnului” - sec. XVIII                                                                     | Budeasa Mare                                           | AG-II-a-A-13496    | 3                    | -                    |
| 4.       | Mormintele Budiștenilor (sec. XVII-XX)                                                                                           | Budeasa Mare                                           | AG-IV-m-A-13496.04 | 1                    | 14860.04             |
| 5.       | Cruce de piatră (în cimitir) - sec. XVII (1647, oct. 13)                                                                         | Budeasa Mare                                           | AG-IV-m-13893      | 1                    | 14860.05             |
| 6.       | Cruce de piatră (în incinta bisericii „Adormirea Maicii Domnului”) - sec. XVII (1675-1676                                        | Budeasa Mare                                           | AG-IV-m-13894      | 1                    | -                    |
| 7.       | Biserica „Adormirea Maicii Domnului - sec. XIX (1819)                                                                            | Calotești                                              | AG-II-m-B-13502    | 1                    | -                    |
| 8.       | Biserica „Sf. Nicolae” - sec. XVIII (1751)                                                                                       | Gălășești                                              | AG-II-m-A-13689    | 1                    | -                    |
| 9.       | Conacul Tabacovici - sec. XX | Valea Mărului                                          | AG-II-m-B-13840    | 1                    | Nu este cazul        |
| 10.      | Necropola tumulară din prima epocă a fierului de la Bunești-„Guia” (extremitatea sudică a sitului și zona de protecție aferentă) | La limita dintre localitățile Bunești și Valea Mărului | -                  | -                    | 14913.01             |
|          | TOTAL |                                                        | 9                  | 15                   | 3                    |

După cum se poate observa, comuna Budeasa figurează în LMI și RAN cu numai trei situri arheologice, situație care nu reflectă o imagine realistă. Se afirmă acest lucru plecând de la o serie de date istorice: atestarea documentară a localităților (1526, satul Budeasa), poziția geografică a unității administrativ-teritoriale și prezența unui număr semnificativ de monumente medievale (cruci, structuri de habitat - conace, biserici).
Mențiunile din secolul al XIX-lea și literatura arheologică permit reconstituirea unei imagini de ansamblu mult mai bogată, adăugându-se cel puțin nouă puncte: descoperiri din Paleolitic la Valea Mărului, două necropole tumulare; o locuire medievală la Gălășești; ruinele vechiului conac al familiei Budișteanu; un sit preistoric în zona cătunului Ciobotea; ruinele unei biserici la est de satul Valea Mărului-Dealul Bisericeaua (sit aflat pe raza comunei învecinate, Micești), fortificația cu val de pământ de pe Dealul Văcăreasca („Cula lui Mircea”).